# Felix Kaufmann
Felix Kaufmann (4 de julho de 1895, Viena – 23 de dezembro de 1949, Nova York) foi um filósofo do direito Austríaco-Americano.

## Biografia
Kaufmann estudou jurisprudência e filosofia em Viena. De 1922 a 1938, foi um Privatdozent na Universidade da cidade. Durante este tempo Kaufmann esteve associado com o Círculo de Viena. Ele também escreveu sobre os fundamentos da matemática, onde, juntamente com Hermann Weyl e Oskar Becker, ele estava tentando aplicar a fenomenologia de Edmund Husserl à matemática construtiva.
Em 1938, as condições de Judeus acadêmicos tornaram-se demasiado rígidas e ele consequentemente partiu para os EUA. Lá, ele deu aulas até a sua morte como professor de direito, na New York School for Social Research. Kaufmann também ajudou seus colegas, imigrantes Austríaco, que necessitavam de assistência durante os anos pré-guerra, quando a situação tornou-se terrível para os Judeus acadêmicos na Alemanha e Áustria. Ao interceder em nome de Karl Popper, Popper foi oferecido uma hospitalidade acadêmica na Universidade de Cambridge com um salário de £150 por um ano, esta oferta era transferível, e Friedrich Waismann a tomou quando Popper foi para a Nova Zelândia.
Em 1936, ele produziu um livro sobre a metodologia das ciências sociais (Kaufmann 1936). Depois de se mudar para os Estados Unidos, ele foi convidado para escrever um livro semelhante em inglês, mas o que ele produziu (Kaufmann 1944) foi significativamente diferente, sob a influência de Dewey's Logic: The Theory of Inquiry. O livro original foi traduzido mais de 70 anos depois (Cohen e Helling de 2014).

## Obras
- Logik und Rechtwissenschaft, 1922
- Die Kriterien des Direita, 1924
- Das Unendliche in der Mathematik und seine Ausschaltung, 1930
- Methodenlehre der Sozialwissenschaften, 1936 (publicado como Methododology de Ciências Sociais, New York: Oxford University Press)